# 北卡罗来纳州农业专员
北卡罗来纳州农业专员（英語：North Carolina Commissioner of Agriculture）是该州的一个全民普选职位。作为一名宪法所规定的官职，农业专员领导州农业与消费者服务部，负责推动本州农业发展，并担任州务委员会成员。现任专员史蒂夫·特罗克斯勒自2005年起担任该职。
该职位设立于1877年，首任农业专员为利奥尼达斯·L·波尔克，当时由州农业委员会任命。随后州议会于1899年通过法律，规定自1900年大选起该职位由民众选举产生。1944年，该职位被写入宪法。

## 职位历史
1875年，《北卡罗来纳州宪法》经修订，授权州议会设立一个独立的农业、移民与统计部。州议会于1877年3月设立该部门，由农业委员会监督，并设农业专员一职，由委员会任命。莱昂尼达斯·L·波尔克于同年4月2日被任命为首任农业专员。1879年，州议会对农业部门进行重组，削减文职人员编制，并将管理权分散至农业专员、州化学师和州地质学家三者之间，从而削弱了专员的职权。直到19世纪90年代，该职位仍处于相对弱势地位。州议会于1899年通过法案将农业专员职位改为民选，并任命临时专员直至下一轮普选。由议会任命的塞缪尔·L·帕特森于1900年成功当选。该职位于1944年被正式列入州宪法，成为宪法职位。
该职位在20世纪初曾具有重要影响力，但随着农业在北卡罗来纳州经济中的地位逐渐下降，其政治影响力也随之减弱。1968年，宪法研究委员会建议由州长任命农业专员，以缩短选票、减轻选民负担。然而在1971年州宪法修订过程中州议会未采纳该建议。历任农业专员在选举中通常以较大优势胜出。詹姆斯·艾伦·格雷厄姆是任职时间最长的农业专员。梅格·斯科特·菲普斯于2001年就职，是首位担任该职务的女性。现任专员史蒂夫·特罗克斯勒自2005年2月8日起一直在任。

## 权责与架构
根据《北卡罗来纳州宪法》第三条第七款规定，农业专员由民选产生，任期四年且不设连任限制。北卡罗来纳州是全美12个通过选举产生农业专员的州之一。如该职位出现空缺，州长有权任命继任者，直至下次州议会大选时经选举产生新的专员。根据宪法第三条第八款，农业专员为州务委员会成员，在州长继任顺位中排名第九。
北卡罗来纳州农业专员领导州农业与消费者服务部，该部门负责推动本州农业发展，并通过实施75项以上的法律和项目来执行各类健康与安全法规。专员兼任州农业委员会主席，该委员会依法有权为该部门制定规章制度。农业部下设20个科室。截至2025年5月，部门共有1,736名员工，均依据《州人力资源法》聘用。与所有州务委员会成员一样，农业专员的薪酬由州议会确定，在任期内不得降低。截至2025年，专员年薪为168,384美元。

## 专员列表
| 任次 | 专员 | 专员                 | 在任时间        | 党派   | 来源  |
| ---- | ---- | -------------------- | --------------- | ------ | ----- |
| 1    |      | 利奥尼达斯·L·波尔克  | 1877年 – 1880年 | 人民党 | [ 2 ] |
| 2    |      | 蒙特福德·麦吉        | 1880年 – 1887年 |        | [ 2 ] |
| 3    |      | 约翰·鲁宾逊          | 1887年 – 1895年 |        | [ 2 ] |
| 4    |      | 塞缪尔·L·帕特森      | 1895年 – 1897年 |        | [ 2 ] |
| 5    |      | 詹姆斯·M·莫伯恩      | 1897年 – 1898年 | 人民党 | [ 4 ] |
| 6    |      | 约翰·R·史密斯        | 1898年 – 1899年 | 共和党 | [ 4 ] |
| 7    |      | 塞缪尔·L·帕特森      | 1899年 – 1908年 | 民主党 | [ 2 ] |
| 8    |      | 小威廉·A·格雷厄姆    | 1908年 – 1923年 | 民主党 | [ 2 ] |
| 9    |      | 威廉·A·格雷厄姆三世  | 1923年 – 1937年 | 民主党 | [ 2 ] |
| 9    |      | W·克尔·斯科特        | 1937年 – 1948年 | 民主党 | [ 2 ] |
| 10   |      | 戴维·S·科尔特兰      | 1948年 – 1949年 | 民主党 | [ 2 ] |
| 11   |      | 林顿·Y·巴伦坦        | 1949年 – 1964年 | 民主党 | [ 2 ] |
| 12   |      | 詹姆斯·艾伦·格雷厄姆 | 1964年 – 2000年 | 民主党 | [ 2 ] |
| 13   |      | 梅格·斯科特·菲普斯   | 2001年 – 2003年 | 民主党 | [ 2 ] |
| 14   |      | 布里特·科布          | 2003年 – 2005年 | 民主党 | [ 2 ] |
| 15   |      | 史蒂夫·特罗克斯勒    | 2005年至今      | 共和党 | [ 2 ] |

## 引用著作
- Christensen, Rob. . Chapel Hill: The University of North Carolina Press. 2019. ISBN 9781469651057.
- Graham, Jim.  (PDF). Raleigh: James A. Graham Scholarship Endowment. 1998. ISBN 9780963455925.
- Guillory, Ferrel.  (PDF). N.C. Insight (N.C. Center for Public Policy Research). June 1988: 40–44.
- . Raleigh: North Carolina Department of the Secretary of State. 2011. OCLC 2623953.
- Orth, John V.; Newby, Paul M.  second. Oxford University Press. 2013. ISBN 9780199300655.